# Scytodes skuki
Espèce
Scytodes skuki est une espèce d'araignées aranéomorphes de la famille des Scytodidae.

## Distribution
Cette espèce est endémique du Mato Grosso au Brésil,. Elle se rencontre vers Aripuanã.

## Description
Le mâle holotype mesure 7,4 mm.

## Étymologie
Cette espèce est nommée en l'honneur de Gabriel Skuk.

## Publication originale
- Rheims & Brescovit, 2001 : New species and records of Scytodes Latreille, 1804 of the globula group from Brazil (Araneae, Scytodidae). Andrias, vol. 15, p. 91-98.